# Korben Dallas
Korben Dallas – słowacki zespół muzyczny z Bratysławy. Działa od 2010 roku i ma na swoim koncie 5 albumów. Stali się rozpoznawani w 2013 roku dzięki hitowi „Otec”. Są stałymi gośćmi najważniejszych słowackich i czeskich festiwali (Pohoda, Grape, Topfest, Colours of Ostrava).
Debiutancki album zatytułowany Pekné cesty (2011) wydany przez wydawnictwo Hevhetia został wydany jako nagranie na żywo, z koncertu. Później był nominowany do nagrody Radio_Head Awards w kategorii albumu roku – nagroda krytyków. Drugi album Karnevalová vrana został wydany w 2013 roku przez Slnko Records. Na Radio_Head Awards 2013, zespół Korben Dallas dostał nagrodę za najlepszy album, singiel („Otec”) i za najlepszy zespół koncertowy. Trzeci album Banská Bystrica ukazał się w 2014 roku.
Korben Dallas chętnie współpracują z innymi muzykami i grupami muzycznymi. W trakcie sesji Radia_FM przedstawili się ze specjalnym gościem, Andrejem Šebanem, i zagrali serię koncertów w Czechach z zespołem Zrní. Ich singiel „Spolu” z albumu Banská Bystrica, który nagrywali z Janą Kirschner, również odniósł sukces. W 2014 roku zaprezentowali się na festiwalu muzycznym Viva Musica! z orkiestrą symfoniczną. Ich utwory zostały zaadaptowane przez Slava Solovica, orkiestrą dowodził Braňo Kostka.
We wrześniu 2018 roku zespół odbył krótką trasę koncertową z polskim skrzypkiem Adamem Bałdychem jako gościem specjalnym.
W 2015 roku Korben Dallas zdobył nagrodę Krištáľové krídlo.

## Dyskografia
- Pekné cesty (2011)
- Karnevalová vrana (2013)
- Banská Bystrica (2014)
- Kam ideme (2015)
- Stredovek (2017)

Na składający się z coverów album Davida Kollera David Koller & Friends (2016) nagrali utwór Chci zas v tobě spát. W roku 2018 wydali z Dorotou Barovou album Tugriki.

## Skład zespołu
- Juraj Benetin – wokal, gitara
- Lukáš Fila – gitara basowa
- Igor „Ozo“ Guttler – perkusja